# Lagnus
Genre
Lagnus est un genre d'araignées aranéomorphes de la famille des Salticidae.

## Distribution
Les espèces de ce genre se rencontrent aux Fidji et aux Philippines.

## Liste des espèces
Selon World Spider Catalog (version 23.0, 20/03/2022) :
- Lagnus edwardsi Zhang & Maddison, 2012
- Lagnus longimanus L. Koch, 1879
- Lagnus monteithorum Patoleta, 2008

## Systématique et taxinomie
Ce genre a été décrit par L. Koch en 1879 dans les Salticidae.

## Publication originale
- L. Koch, 1879 : Die Arachniden Australiens. Nürnberg, vol. 1, p. 1045-1156 (texte intégral).